# 汪汝綸
汪汝纶（?—?），安徽休宁县石田人。清末政治人物。同进士出身。
汪汝纶为休宁汪氏九十一世。光绪九年（1883年）中式癸未科三甲第十名进士；同年五月，著以主事分部学习，授官刑部主事。